# Giovanni Battista Pioda

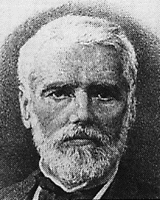
Giovanni Battista Pioda

Giovanni Battista Pioda (ur. 4 października 1808, zm. 3 listopada 1882) – szwajcarski polityk, członek Rady Związkowej od 30 lipca 1857 do 26 stycznia 1864. Kierował departamentem spraw wewnętrznych (1857-1863). Był członkiem partii radykalnej.
Pełnił także funkcję przewodniczącego Rady Narodowej (1853-1854).